# Olimp (Gdańsk)
Olimp – wysokościowiec mieszkalny położony w centrum gdańskiej dzielnicy Wrzeszcz Górny. Budynek został oddany do użytku 31 grudnia 1969, ma 17 kondygnacji i wznosi się na 55 metrów. Najstarszy z najwyższych budynków mieszkalnych Gdańska.
W bliskim otoczeniu wieżowiec Olimp sąsiaduje m.in. z Centrum Handlowym Manhattan, supermarketem Biedronka oraz nowymi wieżowcami mieszkalnymi Quattro Towers.

## Historia
Budynek w stylu modernistycznym zaprojektowali w 1961 roku architekci Romuald Kokoszko i Stanisław Michel. Miał on nawiązywać do nowoczesnej, zachodniej architektury. Budowę rozpoczęto w roku 1966. Realizacja inwestycji przysporzyła mieszkańcom dzielnicy niemało kłopotów (np. na Alei Grunwaldzkiej tworzyły się niespotykane w tamtych czasach korki uliczne). Siedemnastokondygnacyjny wieżowiec oddano do użytku 31 grudnia 1969 roku. Był to wówczas drugi co do wysokości budynek w Gdańsku (przewyższał go powstający w tym samym czasie Zieleniak) i do 2011 najwyższy budynek Wrzeszcza. Jako taki stał on się jednym z nowoczesnych symboli dzielnicy.
W czasach PRL wieżowiec był potocznie nazywany „dolarowcem” ze względu na fakt, że mieszkania w nim można było kupić jedynie za tzw. „twardą walutę”, którą najczęściej był dolar amerykański. Z powodu bardzo ograniczonej dostępności obcej waluty w ówczesnych czasach, lokale mieszkalne w wieżowcu zakupywali najczęściej marynarze oraz ich rodziny, które posiadały walutę obcą.
Inna nazwę budynku – Olimp – ukuto od znajdującej się na ostatnim piętrze kawiarni (obecnie mieści się tu restauracja), z której można było oglądać panoramę Wrzeszcza.

## Galeria

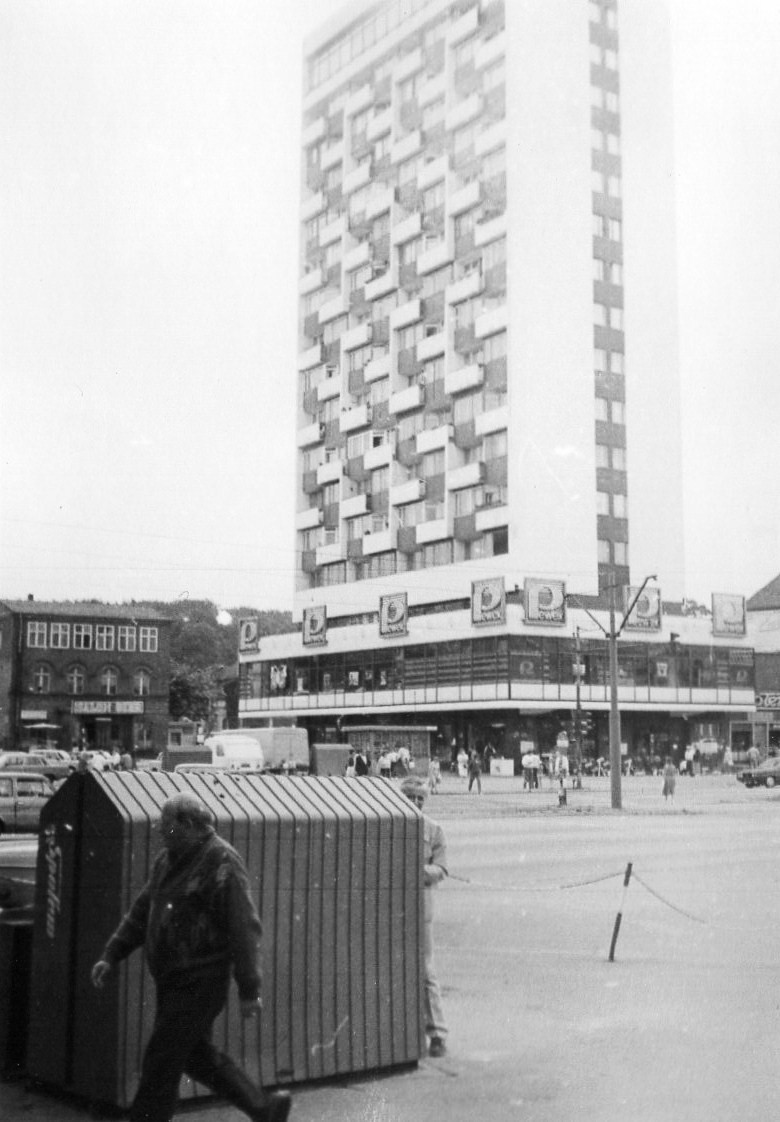
Olimp w 1990
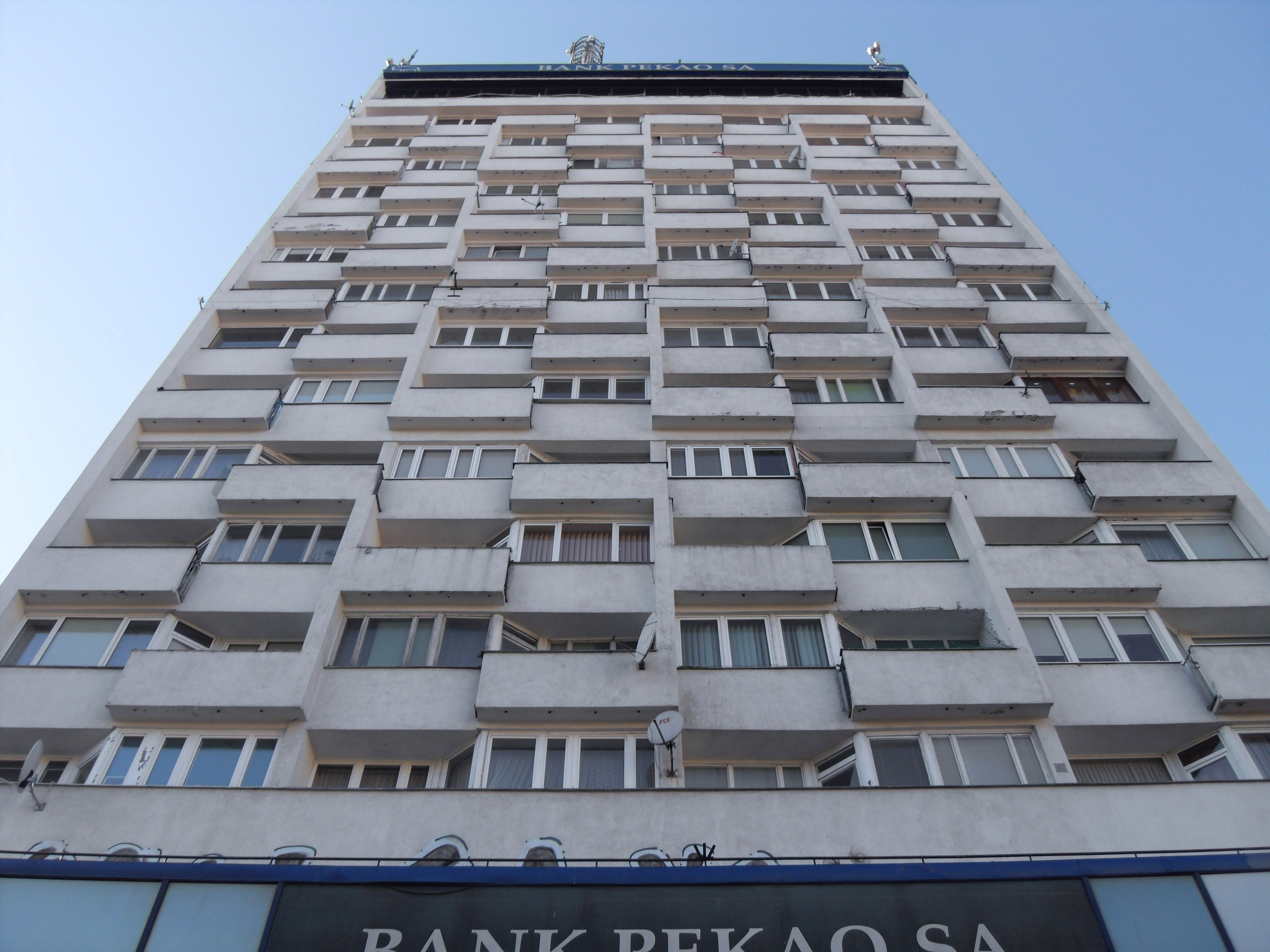
Elewacja południowa